# Aleksander Zawadzki
Aleksander Zawadzki (16 décembre 1899 - 7 août 1964) est un homme politique polonais. Il est chef de l'État de la République populaire de Pologne de 1952 à 1964.

## Publications
- Aleksander Zawadzki, Wielka Rewolucja Listopadowa i niepodległość Polski (La Grande révolution d'Octobre et l'indépendance de la Pologne)». Przegląd Administracyjny, vol. 3, n-10/11, 1948